# Batavijska Republika
Batavijska Republika (Bataafse Republiek) bila je vazalna francuska država u doba Napoleonskih ratova.

## Francuska vojska istjeruje kralja
Proglašena je 19. siječnja 1795., dan nakon što je Vilim V od Oranža pobjegao u Englesku poslije invazije francuske revolucionarne vojske. Francuska revolucionarna vojska je našla u Nizozemskoj dovoljno saveznika. Osam godina prije toga događaja u Nizozemskoj je bio mali građanski rat u kome su oranžisti pobijedili zahvaljujući pomoći pruskog kralja. Mnogi revolucionari su tada pobjegli u Francusku i vratili su se s francuskom vojskom spremni ostvariti svoje ideale.

## Miroljubiva revolucija
Za razliku od Francuske, revolucija u Nizozemskoj je izvedena relativno miroljubivo. Zemlja je dva stoljeća bila republika i imala je ograničeno plemstvo. Giljotina se nije koristila. Stara republika je bila zasnovana na feudalnim institucijama. Proces donošenja odluka je bio jako spor i regije su imale pravo blokirati proglašenje zakona. Batavijska Republika je bila centralizirana unitarna država, a ne slaba konfederacija nezavisnih regija. Židovi, luterani i katolici su dobili jednaka prava. Donesen je ključni zakon o pravima čovjeka i građanina. Prvi službeni standard izgovora nizozemskog jezika izdan je 1804.
Nova republika je uzela ime Batavijska, prema njemačkom plemenu Batavijcima, koji su živjeli u Nizozemskoj u rimsko vrijreme i koje se romantički smatralo precima nizozemske nacije. Za razliku od Francuske nova republika nije imala vladavinu terorom ili diktaturu. Promjene su se izvodile izvana kada je na vlast došao Napoleon. Napoleon je 1805. postavio oštroumnog političara  Schimmelpennincka za predsjednika republike radi ojačanja izvršnne vlasti, no već 1806. Napoleon je prisilio Schimmelpennincka na ostavku. Tada je Napoleonov brat Luj Bonaparte postao kralj Kraljevine Holandije.

## Državni udari
Jedini znak političke nestabilnosti bila su tri državna udara. Prvi je bio 1798. kada su unitaristički demokrati bile nezadovoljni sporošću demokratskih reformi. Nakon nekoliko mjeseci bio je drugi državni udar, kojim je završena diktatura unitarista. Nacionalna skupština, koja je bila sazvana 1796. bila je podijeljena borbama različitih frakcija. Treći državni udar bio je 1801., kada je jedan Francuz, koga je podržavao Napoleon izveo konzervativni državni udar i poništio je sve promjene nakon udara iz 1798. Batavijska vlada je bila popularnija u narodu od princa od Orangea. To je postalo očito za vrijeme britansko-ruske invazije 1799.

## Propast trgovine i gubitak kolonija
Batavijska Republika, kao francuska vazalna država, bila je francuski saveznik u ratovima s Velikom Britanijom. Zbog toga je Nizozemska izgubila većinu Nizozemskog kolonijalnog carstva, a Nizozemska flota je bila poražena u bici kod Camperdowna a 1797. Propast nizozemske trgovine izazvala je seriju gospodarskih kriza. Tek u drugoj polovini 19. stoljeća će se Nizozemska vratiti na stanje nekadašnjeg bogatstva.